# 失恋33天
《失恋33天》是由中国大陆编剧鲍鲸鲸创作的一篇中篇爱情小说。小说的原型是自2009年5月开始，作者在豆瓣网上以“大丽花”的网名连载的帖子《小说 或者指南》。2010年，小说以《失恋33天》的名义由中信出版社出版。

## 故事内容
27岁的大龄青年黄小仙从事高端婚庆策划，与自己的男友相恋7年，却偶然在商场里看到了男友和自己的闺蜜亲热地走在一起。黄小仙的失恋日记，就从这一天开始写了下去。尽管刚刚惨遭失恋，黄小仙却仍要替同样恋爱多年的新人策划婚礼；更令黄小仙头疼的是既冷酷又毒舌同事王小贱，两人大大小小的架吵了不知多少次，看起来是一个同性恋，对黄小仙儿的惨况一直冷眼旁观……

## 改编

### 電影
- 2011年，该小说被改编并拍摄成《失恋33天》，鲍鲸鲸担任编剧，男女主角分別由文章和白百何主演。影片在中国大陆上映并大获成功，成为当周票房冠军，最终收获3.5亿人民币票房[2]。

### 電視劇
- 2013年，由该小说改编的《失恋33天》上映，剧中男女主角分别由姚笛和張默主演。